# Holacanthus clarionensis
Espèce
Statut de conservation UICN

 VU D2 : Vulnérable
Holacanthus clarionensis, aussi connu comme le Poisson-ange doré, est une espèce de poissons anges, qui appartiennent à la famille des Pomacanthidae, que l'on trouve principalement au large de la côte Pacifique du Mexique. Ce poisson est populaire dans le marché des poissons d'aquarium en raison de ses couleurs.